# جيف جونز (قصص مصورة)
جيف جونز (بالإنجليزية: Geoff Johns)‏ مواليد 25 يناير 1973 في ديترويت، هو كاتب سيناريو، منتج أفلام، منتج تلفزيوني وكاتب قصص مصورة أمريكي. يعمل حاليا كمدير إبداعي في دي سي كومكس. معروف بصنع شخصية هانتر زولومون. كما عمل على مسلسلات تلفزونية مثل السهم، سمولفيل والبرق.

## أعماله
من العناوين التي عمل عليها:
- بيست بوي
- البرق
- سوبرمان
- أكشن كومكس
- أدفنشر كومكس
- باتمان
- الفانوس الأخضر
- فرقة العدالة
- الرجل المائي
- فيجن
- المنتقمون

## وصلات خارجية
- الموقع الرسمي
- جيف جونز على موقع IMDb (الإنجليزية)
- جيف جونز على موقع قاعدة بيانات الفيلم (الإنجليزية)